# Mijaíl Nikoláyevich Muraviov
El conde Mijaíl Nikoláyevich Muraviov (del ruso: Михаи́л Никола́евич Муравьёв), transcrito al inglés y al francés como Muravyov, Muraviev o Mouravieff; Grodno, 7 de abriljul./ 19 de abril de 1845greg. – San Petersburgo, 8 de juniojul./ 21 de junio de 1900greg. fue un diplomático ruso.
Nacido el 19 de abril de 1845, provenía de una familia de políticos y militares. Estudió en el Liceo de Poltava y en la Universidad de Heidelberg. Su carrera diplomática incluyó su paso por las representaciones rusas en Berlín, Estocolmo, Stuttgart y La Haya. En 1897 el Zar Nicolás II de Rusia lo nombra Ministro de Asuntos Exteriores.
Fue uno de los principales promotores de la Conferencia de Paz de La Haya de 1899, siendo el autor de la circular Mouravieff, con el programa de esa conferencia.